# Лужки (Наро-Фоминский район)
Лужки — деревня в Наро-Фоминском районе Московской области, входит в состав муниципального образования Городское поселение Верея. Численность постоянно проживающего населения — 1 человек на 2006 год, в деревне числятся 1 улица и 4 садовых
товарищества. До 2006 года Лужки входили в состав Симбуховского сельского округа.
Деревня расположена в западной части района, в 9 км к северу от города Верея, у границы с Рузским районом, высота центра над уровнем моря 210 м. Ближайшие населённые пункты — Пушкарка в 0,5 км на запад и Лунинка в 1,7 км на северо-восток.